# Імені Жолдубая Кайипова
імені Жолдуба́я Кайи́пова (каз. Ж.Қайыпов ат.а.) — село у складі Єнбекшиказахського району Алматинської області Казахстану. Входить до складу Казахстанського сільського округу.
У радянські часи село називалось «Жанатурмис».
Населення — 2500 осіб (2021; 2332 у 2009, 1678 у 1999, 1732 у 1989).